# Mario Zagari
Mario Zagari (né le 14 septembre 1913 à Milan, mort le 29 février 1996 à Rome) est un journaliste et un homme politique italien.

## Biographie
Licencié en droit, membre de la résistance, entré en clandestinité il est arrêté en 1943 et s'évade. Il est élu dans l'Assemblée constituante, puis réélu en 1963, 1968, 1972 et 1976. Il siège à l'Assemblée commune de la Communauté européenne du charbon et de l'acier dès 1952. Il est élu député européen en juin 1979 lors des premières élections du Parlement européen. Il est réélu en 1984 mais pas en 1989.
Membre du Parti socialiste italien, il adhère au Parti socialiste des travailleurs italiens (PSLI) de Giuseppe Saragat en 1947 qu'il quitte en 1949 pour le Parti socialiste unitaire, dont il devient le secrétaire, petite formation politique qui en 1952 fusionne avec le PSLI pour donner lieu au Parti social-démocrate italien (PSDI). En 1958, Zagari quitte le PSDI pour fonder le Mouvement unitaire d'initiative socialiste qui conflue en 1959 au sein du Parti socialiste italien.
Secrétaire d’État aux Affaires étrangères dans le deuxième et troisième gouvernement Moro et dans le premier gouvernement Rumor (1964-1969), ministre du Commerce extérieur dans le troisième gouvernement Rumor et dans le gouvernement Colombo (1970-1972).
Ministre de la Justice dans le quatrième et cinquième gouvernement Rumor (1973-1974), il est le promoteur d'une réforme du code de procédure pénale mise en œuvre en 1974.